# Anja Herrenbrück
Anja Herrenbrück (* 1974 in Neuenhaus) ist eine deutsche Hörspielregisseurin und -autorin.

## Leben
Anja Herrenbrück arbeitete zwischen 1995 und 1998 als Regieassistentin unter anderem am Staatstheater Darmstadt. An der Universität zu Köln schloss sie 2003 ein Studium der Germanistik, der Soziologie und der Pädagogik mit dem Magister ab. Im selben Jahr begann sie ihre Tätigkeit beim Westdeutschen Rundfunk als Regieassistentin im Bereich Hörspiel und Feature. 2007 übernahm Herrenbrück erste Regieaufgaben, begann mit dem Schreiben von Hörspielen und führt seit 2012 auch Regie bei Hörbüchern.
Seit 2004 lebt Herrenbrück in Berlin. Sie war Vorstandsmitglied im Verband der HörspielRegie. 2016 saß sie in der Jury des 14. Internationalen Hörspielwettbewerbs.

## Hörspielarbeiten (Auswahl)

### Als Regisseurin
- 2009: Parents unplugged – Eine Nabelschau – Autor: Thilo Reffert – RBB
- 2010: Tödliche Intrige – Autor: Arnaldur Indriðason – WDR
- 2012: Fast genial – Autor: Benedict Wells – WDR
- 2013: Der Garten Eden – Autor: Ernest Hemingway – WDR
- 2016: Baba Dunjas letzte Liebe – Autorin: Alina Bronsky – NDR
- 2019: Die Juten Sitten – Autorin: Anna Basener – Audible
- 2020: Unter Haien – Autorin: Nele Neuhaus – Audible/Hörbuch Hamburg
- 2021: Lost in Neulich (Teil 1–24 / Staffel 1) – Autorin: Natalie Tielke – RB/ARD Audiothek
- 2021: Die Schattensammlerin – Autoren: T.S. Orgel – Radom House Audio
- 2022: The Quest. Die längste Reise – Autorin: Melanie Raabe – Der Hörverlag
- 2023: Der nette Herr Heinlein und die Leichen im Keller (Teil 1–5) – Autor: Stephan Ludwig – MDR
- 2023: Yume_Leaks (Teil 1–10) – AutorInnen: Karla Schmidt und Stephan Otto – SWR
- 2024: Das nasse Herz. Manege frei. – Autorin: Anna Basener – Audible

### Als Regisseurin und Autorin
- 2011: Küsse, Bisse. Eine Hommage an Kleist (Kurzhörspiel)
- 2012: Frontfoto
- 2015: Eurydikes Beichte (Co-Autor: Jean-Boris Szymczak)
- 2015: Antichrist (Co-Regie: Thomas Leutzbach)
- 2019: Jäger und Sammler
- 2019: Die Ohrenzeugin
- 2021: Käfer. Ein Portrait (Nach dem gleichnamigen Buch von Bernhard Kegel)

### Als Autorin
- 2012: Flashback – Regie: Stefanie Lazai

## Hörbuchregie
- 2012–2015: Night School – Autorin: C. J. Daugherty, gelesen von Luise Helm
- 2013: Das fliegende Klassenzimmer – Autor: Erich Kästner, gelesen von Matthias Brandt
- 2014: Es wird keine Helden geben – Autorin: Anna Seidel, gelesen von Mary Muhsal
- 2014–2016: Max und die Wilde Sieben – Autoren: Lisa-Marie Dickreiter und Winfried Oelsner, gelesen von Simon Jäger
- 2014: Rain – Autorin: Virginia Bergin gelesen von Josefine Preuß
- 2014: Der Galimat und ich – Autor: Paul Maar, gelesen von Andreas Fröhlich
- 2015: Grey. Von Christian selbst erzählt – Autorin: E. L. James, gelesen von Martin Kautz
- 2015: Young World – Autor: Chris Weitz, gelesen von Leonhard Mahlich und Maria Koschny
- 2016: Die Nachtigall – Autorin: Kristin Hannah, gelesen von Luise Helm
- 2016: Caspar und der Meister des Vergessens – Autorin: Stefanie Taschinski, gelesen von Simon Jäger
- 2016: Good as gone – Autorin: Amy Gentry, gelesen von Nellie und Anna Thalbach
- 2021: Welten auseinander – Autorin: Julia Franck, gelesen von Kathrin Wehlisch
- 2022: Euphorie – Autorin: Elin Cullhed, gelesen von Jördis Triebel
- 2022: Weiterschreiben. (W)Ortwechseln. Literarische Begegnungen mit Exilautor*innen, gelesen von Melika Foroutan, Lukas Turtur, Benito Bause, Komi Togbonou, Banafshe Hourmazdi
- 2022: Der Markisenmann – Autor: Jan Weiler, gelesen von Lisa Hrdina
- 2023: Frauen Jenseits des Flusses – von Kristin Hannah, gelesen von Luise Helm
- 2025: Zwei vernünftige Erwachsene, die sich mal nackt gesehen haben – von Anika Decker gelesen von Katja Riemann und Anna Maria Mühe

## Auszeichnungen
- 2011: Nachwuchspreis Premiere im Netz für Küsse, Bisse bei den ARD-Hörspieltagen
- 2013: Aufnahme in die hr2-Hörbuchbestenliste mit Das fliegende Klassenzimmer